# Forum (stacja metra)
Forum – stacja metra w Kopenhadze, na linii M1 i linii M2. Zlokalizowana jest pomiędzy stacjami Frederiksberg i Nørreport. Została otwarta 12 października 2003. Stacja leży w sąsiedztwie Forum Copenhagen, dużego obiektu przeznaczonego do specjalnych widowisk, który dał nazwę stacji. 
Stacja posiada parking rowerowy.